# Lúčky (Žilina)
|  | Per a altres significats, vegeu «Lúčky». |

Lúčky és un poble i municipi d'Eslovàquia que es troba a la regió de Žilina, al centre-nord del país.

## Demografia
| Godina             | 1994 | 2004   | 2014   | 2024    |
| ------------------ | ---- | ------ | ------ | ------- |
| Nombre de persones | 1720 | 1736   | 1818   | 1576    |
| Diferència         |      | +0,93% | +4,72% | −13,31% |

| Godina             | 2023 | 2024   |
| ------------------ | ---- | ------ |
| Nombre de persones | 1597 | 1576   |
| Diferència         |      | −1,31% |

## Ciutats agermanades
- Úvalno, República Txeca

1. 1 2  «Počet obyvateľov podľa pohlavia - obce (ročne) [om7101rr_obce=AREAS_SK]».   Statistical Office of the Slovak Republic, 31-03-2025. [Consulta: 31 març 2025].